# 小行星5946
小行星5946（英語：5946 Hrozny）是一颗围绕太阳公转的小行星。1984年10月28日，安東寧·姆爾科斯在克列特发现了此天体。
这颗小行星的绝对星等为222.80042等。